# Isarská jaderná elektrárna
Isarská jaderná elektrárna (německy Kernkraftwerk Isar) je uzavřenou jadernou elektrárnou v Německu. Nachází se v dolnobavorské obci Essenbach, která leží 14 km od města Landshut. V areálu se nacházejí dva konstrukčně zcela odlišné jaderné reaktory, které byly odstaveny v roce 2011 a 2023. Hrubý výkon bloků činil 912 MW a 1485 MW. Druhý blok tak byl nejvýkonnějším reaktorem v Německu. Ke chlazení jaderné elektrárny byla využívána voda z řeky Isar.

## Historie a technické informace

### Počátky
Koncem 60. let jednal Bayernwerk AG s Isar-Amperwerken o možné výstavbě jaderné elektrárny na řece Isar. Společnost Isar-Amperwerke však měla kvůli vysokému objemu investic z projektu opakovaně obavy. Koncem roku bylo rozhodnuto o výběru varného reaktoru od firmy Kraftwerk Union. Žádost o stavební povolen byla podána 21. prosince 1970 a 25. listopadu 1971 prohlášena za povolenou.

### První blok
Výstavba prvního bloku byla zahájena 1. května 1972. Jedná se o varný typ reaktoru BWR-69 od Kraftwerk Union (KWU). Hrubý výkon reaktoru dosahoval 912 MW a čistý výkon byl 878 MW. Stavbu zařízení vnímalo obyvatelstvo pozitivně již ve fázi plánování, zejména proto, že velký počet stavebních dělníků a inženýrů zvyšoval v průběhu výstavby příjmy regionálních penzionů a hostinců. Ve fázi výstavby zde byl v provozu největší mobilní jeřáb na světě. V květnu 1977 poprvé proběhl protest vůči výstavbě jaderné elektrárny. Asi 2000 demonstrantů se postavilo davu 8000 policistů.
Reaktor poprvé dosáhl kritického stavu 20. listopadu 1977, poté byl zahájen zkušební provoz. O osm dní později však došlo k ručně spouštěnému rychlému odstavení z důvodu poruchy všech čerpadel chladicí vody. Následovaly další čtyři odstávky do 20. prosince 1977. Dne 3. prosince 1977 byl blok poprvé synchronizován s elektrickou sítí. Bavorské ministerstvo životního prostředí schválilo koncem prosince zvýšení výkonu na 75 % jmenovitého výkonu. Počátkem roku 1978 bylo demontováno čerpadlo chladicí kapaliny, jehož části se rozletěly do primárního okruhu. Podařilo se však nalézt pouze dvě třetiny fragmentů. Krátce před Velikonocemi 1978 byly v budově reaktoru detekovány oblaky páry. Normálně se pak reaktor automaticky vypne. To se však nestalo, a proto vzniklo podezření na sabotáž. 5. května 1978 byl reaktor poprvé provozován na plnou zátěž. Po týdnu však musel být reaktor znovu odstaven, aby bylo možné vyměnit asi deset procent všech svarů. Tato doba byla také využita k výměně některých motorů čerpadel chladiva a k provádění oprav na dohřívačích. Zastavení způsobilo ztráty ve výši 60 milionů německých marek. Komerční provoz nastal dne 21. března 1979.

### Druhý blok
Bavorská zemská vláda již v roce 1971 vyčlenila lokality na řece Isar v oblasti Landshut a Moosburg a na Dunaji v oblasti Pasova, Rosenheimu a Altöttingu, o kterých bylo možné uvažovat pro energetický program spolkové vlády do roku 1990. Územně plánovací řízení pro Isar-2, druhý blok, bylo zažádáno v roce 1976. Poté, co se o projektu dozvěděli lidé v okolí, bylo proti projektu sebráno celkem 10 000 podpisů. Vlastníky a partnery projektu jsou Bayernwerk s 50 % a Isar-Amperwerke a město Mnichov po 25 %. Důvodem účasti města Mnichov jsou nízké výrobní náklady 4 až 5 feniků za kilowatthodinu. Proti dalšímu reaktoru se vyslovili občané žijící v regionu a okolních obcích i sdružení regionálního plánování Landshut.
V roce 1980 Kraftwerk Union přišel s nápadem budovat budoucí jaderné elektrárny unifikovaně za použití stejných výkresů, aby byla urychlena výstavba i schvalovací procesy. Použita byla nová stavební řada jaderných reaktorů KWU-Baulinie '80. Dne 12. července 1982 schválilo bavorské ministerstvo životního prostředí první dílčí stavební povolení a nařídilo okamžité zahájení výstavby z důvodu naléhavé energetické potřeby bloku. Dne 9. července 1982 byla zakázka na stavbu druhého bloku na klíč udělena společnosti Kraftwerk Union AG, jak bylo očekáváno. První práce začaly v srpnu 1982. Areál byl již oplocen a střežen bezpečnostní organizací, pokud by se při případných protestech lidé pokusili plot překročit.
Výstavba druhého bloku byla zahájena dne 15. září 1982. Město Mnichov se pokusilo od projektu odstoupit v roce 1985 za starosty SPD Georga Kronawittera. Starosta se však marně snažil prodat 25% akcií společnosti Bayernwerk AG. V důsledku toho muselo město Mnichov po dokončení nakoupit z reaktoru více elektřiny, než mohlo uvést na trh. Důvodem, proč se město Mnichov stále účastnilo Isar-2, byla skutečnost, že Kraftwerk Union AG slibovala dobu výstavby šest let, která se však po podpisu smluv prodloužila, stejně jako náklady na výstavbu jaderné elektrárny. Náklady na druhý blok vzrostly z 840 milionů na 1,274 miliardy německých marek jen ve fázi plánování. Reaktor Isar-2 stavěli v nočních a víkendových směnách údajně také četní nelegální pracovníci. V únoru 1986 byla do bloku instalována tlaková nádoba reaktoru. 17. května 1986 se na staveništi jaderné elektrárny sešlo kolem 2000 protestujících kvůli blížícímu se zprovoznění.
Reaktor poprvé dosáhl kritického stavu během prostestů dne 22. ledna 1988. Ve stejný den byl připojen k síti a dne 19. dubna 1988 byl uveden do komerčního provozu. V roce 1991 bylo zjištěno, že absorpční kapacita turbíny je příliš nízká. Bylo to kvůli tomu, že předtím v roce 1991 byl výkon reaktoru zvýšen, takže tato turbína se začala jevit jako nedostatečná. V roce 1992 byly dvě řady vysokotlaké turbíny vybaveny novými lopatkami, které nejen dále zvýšily absorpční kapacitu, ale také zvýšily výkon. V letech 1995 a 1996 byly také nízkotlaké turbíny přestavěny, což umožnilo dosáhnout vyšší účinnosti. K druhému a poslednímu zvýšení výkonu reaktoru došlo v roce 1998. Již v listopadu 1997 proběhl zkušební provoz s výkonem 3950 MW tepelnými. Elektrárna byla od roku 1999 nepřetržitě provozována na tomto výkonu. Později jaderná elektrárna Isar-2 uzavřela partnerství o výměně zkušeností s jadernými elektrárnami Temelín, Mochovce a Paks.

### Vyřazení prvního bloku z provozu
Vzhledem k prodloužení termínů jaderných reaktorů v roce 2010 se očekávalo ukončení provozu v roce 2019. V témže roce přijala CSU v Landshutu rezoluci proti elektrárně, která odmítla prodloužený provoz reaktoru. Po jaderné havárii elektrárny Fukušima Dajiči rozhodla federální vláda o tříměsíčním moratoriu provozu, které se týkalo i prvního bloku, ačkoliv existovaly snahy reaktor vyřadit navždy. Následně bylo však rozhodnuto až na výjimky vyřadit z provozu všechny reaktory uvedené do provozu před rokem 1980. Počet zaměstnanců se měl postupně snižovat tak, aby zůstal pouze nezbytný personál pro poprovozní fázi. Reaktor byl oficiálně navždy vyřazen z provozu dne 6. srpna 2011.

### Vyřazení druhého bloku z provozu
Vzhledem k tomu, že Isar-2 byl jeden z posledních jaderných reaktorů v Německu, podle jaderného konsenzu z roku 2000 byl termín odstavení naplánován na rok 2020. Po prodloužení termínů v roce 2010 se neočekávalo ukončení provozu před rokem 2034. Po jaderné havárii v elektrárně Fukušima Dajiči bylo rozhodnuto o postupném vyřazování jaderných reaktorů. Isar-2 měl původně ukončit svůj provoz 31. prosince 2022, ale kvůli nedostatku elektřiny byl provoz prodloužen do 15. dubna 2023, kdy reaktor navždy ukončil svůj provoz.

## Informace o reaktorech
| Reaktor | Typ reaktoru | Výkon   | Výkon   | Zahájení výstavby | Připojení k síti | Uvedení do provozu | Uzavření    |
| Reaktor | Typ reaktoru | Čistý   | Hrubý   | Zahájení výstavby | Připojení k síti | Uvedení do provozu | Uzavření    |
| ------- | ------------ | ------- | ------- | ----------------- | ---------------- | ------------------ | ----------- |
| Isar-1  | BWR-69       | 878 MW  | 912 MW  | 1. 5. 1972        | 3. 12. 1977      | 21. 3. 1979        | 6. 8. 2011  |
| Isar-2  | Konvoi '80   | 1410 MW | 1485 MW | 15. 9. 1982       | 22. 1. 1988      | 9. 4. 1988         | 15. 4. 2023 |